# Rhodesiella narendrani
Rhodesiella narendrani är en tvåvingeart som beskrevs av Cherian 1973. Rhodesiella narendrani ingår i släktet Rhodesiella och familjen fritflugor. Inga underarter finns listade i Catalogue of Life.